# Мішель Картер
Мішель Картер (англ. Michelle Carter; нар. 12 жовтня 1985) — американська легкоатлетка, яка спеціалізується на штовханні ядра, олімпійська чемпіонка, бронзова призерка чемпіонату світу 2015 року. Учасниця олімпійських ігор 2008, 2012 та 2016 років.

## Виступи на Олімпіадах
| Олімпіада   | Дисципліна     | Місце |
| ----------- | -------------- | ----- |
| Пекін 2008  | штовхання ядра | 15    |
| Лондон 2012 | штовхання ядра | 5     |
| Ріо 2016    | штовхання ядра | 1     |